# مالتاپست
مالتاپست (انگلیسی: MaltaPost) شرکت پست مالتی است، که در سال ۱۹۹۸ تأسیس شد.